# Vikevärivier
De Vikevärivier (Zweeds: Vikeväjoki)  is een rivier binnen de Zweedse  provincie Norrbottens län. De rivier ontstaat aan de zuidpunt van het moerasmeer Vikeväjärvi. Zij stroomt zuidwaarts naar de verbindingsrivier tussen het Ylinen Ylinenjärvi en het Ylinenjärvi. De rivier is ruim 20 kilometer lang.